# アカザ (植物)
アカザ（藜、学名: Chenopodium album var. centrorubrum）は、ヒユ科アカザ属の一年草。畑の縁や空地などに多い雑草。繁殖力が強く、草丈2メートルほどになる。古くから食用雑草、民間薬として利用されている。

## 名称
新芽の赤いのがアカザで、白いのがシロザと呼ばれている。別名、ウマナズナ、アトナズナ、サトナズナ、シロアカザともいい、地方によりアカアサ、アカジャ、アカナ、アマノジャク、ギンザ、センベグサともよばれている。英語では、ニワトリのえさにするため Fat Hen（hen は雌鶏の意）などと呼ばれる。中国植物名（漢名）は、藜（れい）と呼ばれている。

## 分布・生育地
南アジアから北アフリカ、北アメリカにかけて世界中に広く分布し、比較的乾いた荒れ地等によく見られる。日本では、北海道から沖縄まで全国各地に分布する。日当たりのよい河原や野原、畑地、荒れ地、道端に群生し、最も普通にみられる雑草として知られる。日本には、古い時代に食用として栽培されたものが野生化したといわれている。

## 特徴
一年生の草本。草丈は1.5 - 2メートル (m) ほどになる。茎は、直立して縦にすじがあり、秋には木質化する。葉は長い葉柄がついて互生し、菱状卵型から三角形で、葉の中心にある若葉は赤紫色、葉全体が白い粉をつけたように見える。アカザは若葉が粉を吹いたように赤く染まるのが特徴で、赤くなくて白いものはシロザである。
花期は夏から秋（9 - 10月ごろ）。花は、茎の先が枝分かれして、葉腋や枝先に目立たない黄緑色から緑白色の小花を穂状（円錐花序）に密につけ、平たい円形の果実がつく。花には花弁がなく、花被片は5個ある。果実期の果穂は赤みを帯びる。果実は胞果で、花が終わった後に閉じた萼片（花被）に包まれ、五角形に見える。果皮は膜質で薄く、1個の種子を包んでいる。種子は平べったい円形で径1ミリメートル (mm) ほどあり、黒色でつやがある。
丈夫で繁殖力が強く、生長が早く、特に窒素分の多い土地にはよく育つ。
風媒花であるため花粉が飛散しやすく、アレルギーの原因になる。
アカザの葉を食草とする昆虫にカメノコハムシ（ハムシ科）がおり、食痕のある葉を裏返してみると、成虫や幼虫がよく見られる。

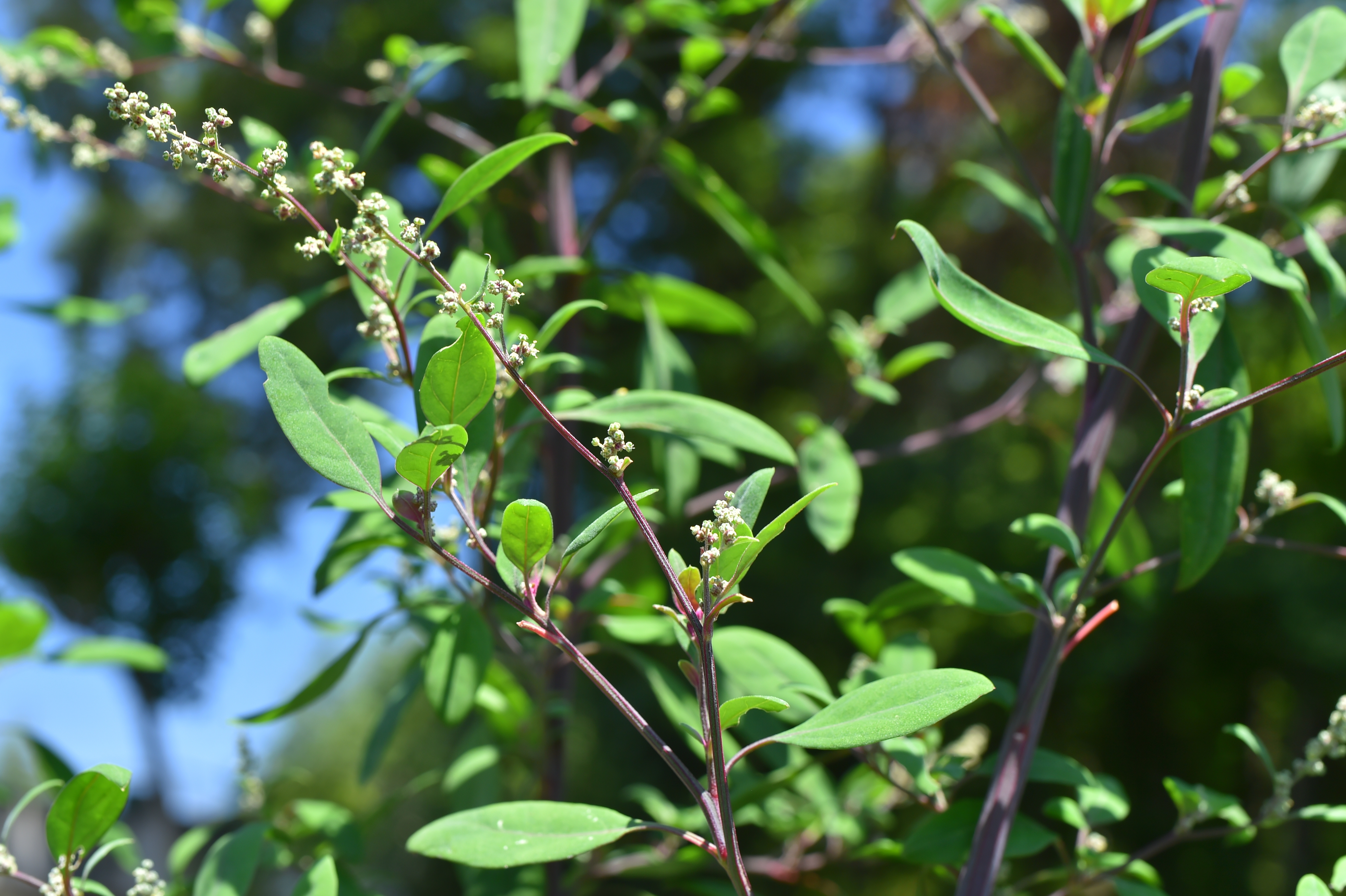
葉と花序
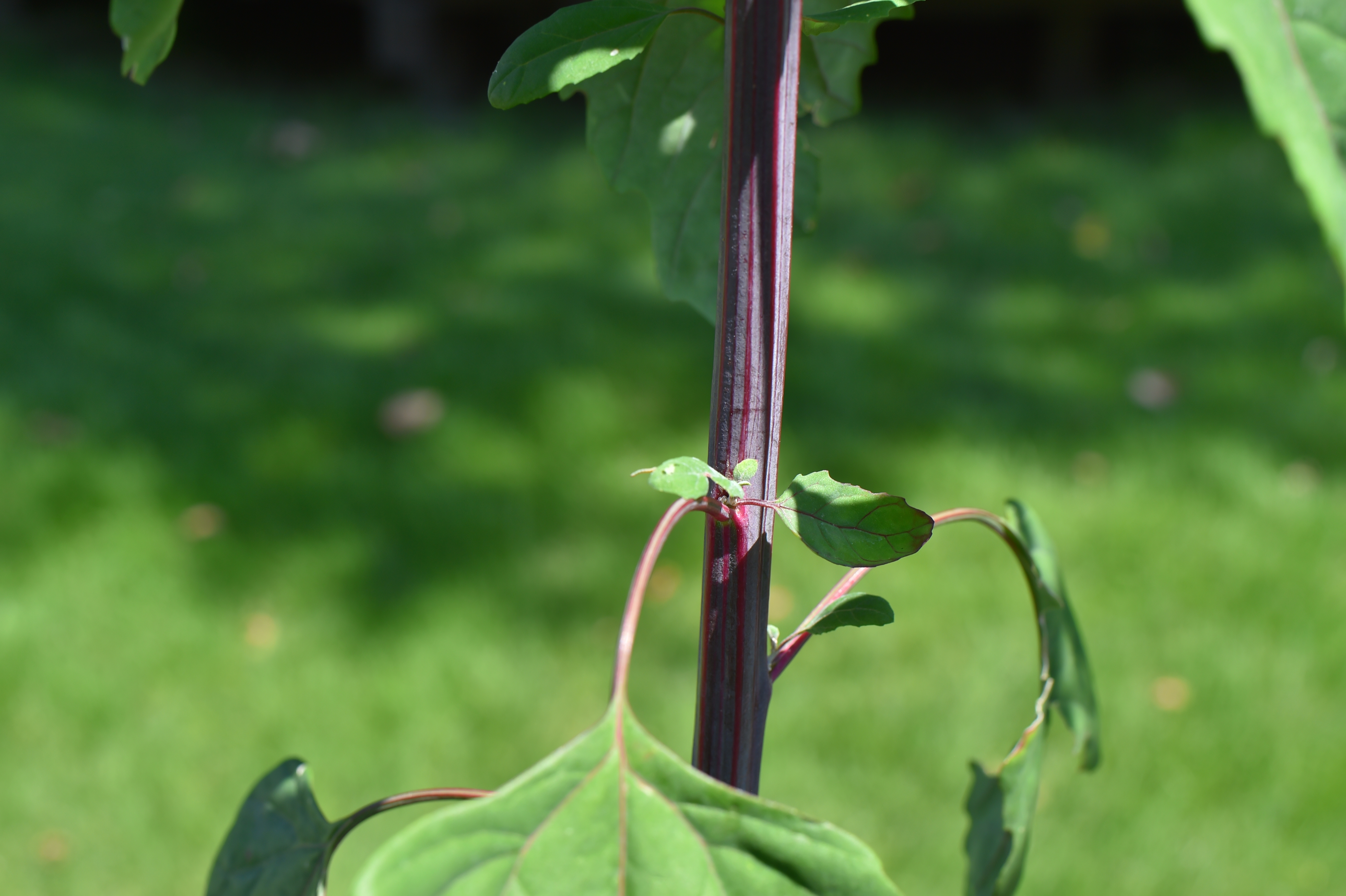
茎

## 亜種・変種、雑種
アカザの若葉は赤い粉状の微細な粒に覆われ、未熟な葉の細胞を、遺伝子を傷つける紫外線や、光合成に使い切れず、葉緑素から活性酸素を発生させて組織を損傷する原因となる過剰な光のエネルギーから防御しているが、この粒が白いものをシロザ（白藜、Chenopodium album）といい、こちらの方が多く見られる。種としてのシロザは世界的に広く分布し、分類学上は普通、アカザをシロザの1変種としているが、様々な亜種や変種があって、学名（亜種、変種または同種異名）としては、C. centrorubrum、C. album var. microphyllum、C. album var. missouriense、C. album var. stevensii、C. album subsp. striatum、C. acerifolium、C. giganteum、C. jenissejense、C. lanceolatum、C. pedunculare、C. probstii などが用いられる。
また、同属の他種（C. berlandieri、C. ficifolium（コアカザ）、C. opulifolium（ヒロハアカザ）、C. strictum（シロザモドキ）、C. suecicum）と容易に交雑する。

## 利用
畑の雑草として駆除されるので好んで食べる人は少ないが、葉は茹でて食べることができ、同じアカザ科のホウレンソウによく似た味がする。シュウ酸を多く含むため生食には適さない。茶として飲まれることもある。種子も食用にできる（同属のキノア C. quinoa は種子を食用にする穀物である）。「藜の羹（あつもの）」は粗末な食事の形容に使われる。茎は太く硬くなるため杖の材料にもされ、アカザの杖は最高級とされる。

### 食用
若芽、若葉、花、未熟な種子は食用にでき、シロザもアカザ同様に食用になる。採取適期は、暖地が4 - 5月ごろ、寒冷地では6月ごろといわれ、春の若芽・秋まで出る若葉のやわらかい部分を摘み取り、秋の未熟な種子は手でしごいて採取される。天日干しにすることで保存もできる。若い葉の裏側についている白銀色の粉を、水を替えながら洗い落としたあと、軽く茹でて水にさらし、おひたし、ごま和えのなどの和え物、炒め物、煮びたし、卵とじなどにする。生のまま天ぷらや汁の実にも利用できる。黒く熟した実や未熟な種子はさっと茹でて、三杯酢、おろし和え、佃煮などにするとプリプリした歯ごたえの珍味になる。栄養価は、ビタミンA、ビタミンB1、ビタミンCを多く含む。干したものは水につけて戻し、よく粉を落としてから煮びたし、炒めのも、汁の実などにする。江戸時代には野菜として栽培も行われていた。
ただし、人によっては食後に日光を浴びると「アカザ日光アレルギー性皮膚炎」（紅潮・水腫・皮下出血）を発症する場合があり、一度に多量に食べたり、常食しないように注意を要する。

### 薬効
薬用部位は全草で、日本では生薬名はなく、中国では薬物名として藜（れい）とよんでいる。のどの痛みや整腸の民間薬として、アカザの全草が用いられるが、シロザは薬用に用いない。茎葉は、4 - 7月のなるべく若くて柔らかいものを採取して天日乾燥して調製する。のどの痛み取りに、乾燥させた茎葉1日量20グラムを水500 ccで煎じて、3回に分けて服用する用法が知られている。下痢には1日量5グラムを水で煎じたものを3回分服し、湿疹のかゆみには、1日量10グラムを水600 ccで煎じた液を冷まして、1日3回ガーゼに浸して患部に塗る用法が知られる。また生葉の搾り汁は、毒虫などに刺された時塗ると痛みが止まるとされ、歯痛に生葉の汁をガーゼに含んで噛んでいるとよいといわれている。腸、皮膚、歯肉の熱を冷ます薬草であり、妊婦や胃腸が冷えやすい人への使用は禁忌とされている。

## アカザ属
アカザ属（アカザぞく、学名: Chenopodium）は、アカザ科（APG植物分類体系ではヒユ科）の属の一つ。
- マルバアカザ Chenopodium acuminatum
  - カワラアカザ Chenopodium acuminatum var. vachelii
- シロザ Chenopodium album
  - アカザ Chenopodium album var. centrorubrum
  - ムラサキアカザ Chenopodium album var. purpurascens
- アリタソウ Chenopodium ambrosioides
  - アメリカアリタソウ Chenopodium ambrosioides var. anthelminticum
- ハリセンボン Chenopodium aristatum
- キクバアカザ Chenopodium bonus-henricus
- ミドリアカザ Chenopodium bryoniifolium
- コアカザ Chenopodium ficifolium
- タカサゴムラサキアカザ Chenopodium giganteum
- ウラジロアカザ Chenopodium glaucum
- イワアカザ Chenopodium gracilispicum
- ウスバアカザ Chenopodium hybridum
- ヒメハマアカザ Chenopodium leptophyllum
  - ホソバヒメハマアカザ Chenopodium leptophyllum var. subglabrum
- ミナトアカザ Chenopodium murale
- ヒロハアカザ Chenopodium opulifolium
- ヒロハヒメハマアカザ Chenopodium pratericola
- ゴウシュウアリタソウ Chenopodium pumilio
- キヌア Chenopodium quinoa
- アカバアカザ Chenopodium rubrum
- キクバノアリタソウ Chenopodium schraderianum
- ホソバアカザ Chenopodium stenophyllum
- シロザモドキ Chenopodium strictum
- テリハアカザ Chenopodium urbicum subsp. sinicum
- アイノコアカザ Chenopodium x preissmannii
- ノハラアカザ Chenopodium x zahnii